# 真吻鰕虎
真吻鰕虎魚又名阿穆爾吻鰕虎（学名：Rhinogobius similis），分布於中國和日本、北韓、彼得大帝灣一帶的河流流域、黑龍江，被長期誤認為極樂吻鰕虎（Rhinogobius giurinus）的同義詞，但是本種是確切有效獨立的一種，被廣泛引入中亞數個國家並有報告指出已對當地生態造成負面衝擊，體長可達10公分。